# شیم دال گی
شیم دال گی (کره‌ای: 심달기؛ زادهٔ ۱۲ ژوئن ۱۹۹۹) بازیگر اهل کره جنوبی است. او حرفه بازیگری خود را در سال ۲۰۱۸ آغاز کرد و از آن زمان تا کنون در فیلم‌ها و مجموعه‌های تلویزیونی ایفای نقش کرده‌است. او در مجموعه‌های تلویزیونی ماجراهای پرستار مدرسه (۲۰۲۰)، عدالت برای نوجوانان (۲۰۲۲) و غم‌های ما (۲۰۲۲) حضور پیدا کرده‌است.